# 下川美娜
下川美娜（日语：／ Shimokawa Mikuni，1980年3月19日—），是日本女性歌手。北海道静内郡靜內町（現日高郡新日高町）出身。所屬唱片公司是Pony Canyon（FLIGHT MASTER）。身高155cm（公稱）、血型B型。畢業於永久之森三愛高等校。

## 來歷
在富士電視台的選秀節目「台場風！！」的第1回試驗中與田中里奈、矢作美樹共同中選，組成少女偶像團體「CXCO」。在CXCO時代也曾與熊切淺美、町田惠三人合組「NEO聒噪女孩」於團體內進行活動。之後由於歌迷的支持，展開個人單飛活動。從單飛出道以來約1年之間，由廣瀨香美擔任製作人。那時下川屬於Burning Production集團的事務所。自從發行單曲「Alone」之後，開始動畫歌曲領域活動，在《驚爆危機？校園篇》中也客串「雨宮高美」角色配音，更以音樂團體「NapsaQ」一員身分廣泛活動。另外，下川是其出身地靜內町的觀光親善大使，在靜內町併成新日高町後，繼續任命為觀光親善大使。

## 人物
- 在4兄弟姊妹中（女3人、男1人）排行第三（三女），家中經營牧場。其父下川孝志是原靜內町、現新日高町議會議員[3][4]。
- 出道以來用本名活動[5]，名字取自基督教讚美歌的「國」採平假名表記[1]。
- 高中時代屬於吹奏樂部，在試驗時，透露出曾以小號演奏過。
- 實際身高為154cm，據說在人物簡介中記載為155cm原因是「剛好湊個整數（キリがいいから）」。

*高校生の時から書いていると言う「'''マッパちゃん'''」（'''真っ裸'''だから）と「'''メットくん'''」（ヘル'''メット'''型の髪の毛だから）というオリジナル[[キャラクター]]がある。<--->
- 於2012年2月14日和聲優小山剛志登記結婚後，想生兒育女專注在家庭上[6][註 2]，歌手事業一時處於保留狀態[2]。
- 2017年7月19日發行白金精選集，之後同年9月16日正式重回歌壇。

## 海外活動
- 2007年12月23日，於臺灣台北The Wall举行了第一次日本地區以外的Live演唱会。
- 2008年6月21日，於上海新天地的ARK音乐酒吧举行了中国大陆地区个人首场小型Live演唱会。
- 2008年10月1日，於香港旺角的朗豪坊舉行了迷你歌謠祭。
- 2008年10月4日，於广州再次举办了小型Live演唱会。
- 2008年11月21日，於韓國首爾舉行公演。
- 2008年12月20日，於台北Y17青少年育樂中心舉行了第二次台灣Live演唱会。
- 2008年12月21日，於香港九龍灣國際展貿中心舉行了Live演唱会。
- 2008年12月24日，於澳門漁人碼頭舉行了迷你歌謠祭（首屆澳門國際動漫節~形像天使）。
- 2008年12月31日，广州迎新年演唱会。
- 2009年1月1日，广州握手会。
- 2009年3月27日，IFPI香港音樂匯展。
- 2009年7月31日，於香港第十一屆香港動漫電玩節擔任表演嘉賓。
- 2009年8月2日，於香港觀塘創紀之城五期舉行十周年出道簽唱會。同日晚上，於第十一屆香港動漫電玩節舉行簽名會。
- 2009年9月30日、10月3日，于广州越秀区广州锦汉展览中心，参加第三届ACG穗港澳动漫游戏展上举行见面会。
- 2009年10月6日，与米仓千寻 一起,于广州黄花岗剧院，举行了主题为BEST FRIENDS的演唱会。
- 2010年－2013年，持續在臺灣、香港等地舉辦演唱會[7]，之後暫時停止歌唱活動。

## 發片紀錄

### 单曲
| #  | 資料 |
| -- | --- |
| 1  | - 發售日：1999年4月28日 1. BELIEVER～旅立ちの歌～ 2. アドレナリン 3. BELIEVER～旅立ちの歌～（original karaoke） 4. アドレナリン（original karaoke） |
| 2  | - 發售日：1999年7月28日 1. If～もしも願いが叶うなら～ 2. 幸せのパスポート 3. If～もしも願いが叶うなら～（original karaoke） |
| 3  | 2000EXPRESS - 發售日：1999年10月20日 1. 2000EXPRESS 2. たぶんオーライ 3. 2000EXPRESS（original karaoke） |
| 4  | Surrender - 發售日：2000年2月17日 1. Surrender 2. トキメキ・ラッシュで行きましょう 3. surrender（original karaoke） |
| 5  | Naked - 發售日：2000年6月7日 1. Naked 2. Long good bye 3. Naked（original karaoke） |
| 6  | Alone - 發售日：2000年12月6日 1. Alone（動畫『最遊記』後期片尾曲） 2. 君のいない街 3. Alone（instrumental） |
| 7  | tomorrow／不會枯萎的花（） - 發售日：2002年2月20日 1. tomorrow（動畫『驚爆危機』片頭曲） 2. 枯れない花（動畫『驚爆危機』片尾曲） 3. キミノユメ 4. tomorrow（instrumental） 5. 枯れない花（instrumental）                                                     |
| 8  | TRUE／ - 發售日：2002年8月21日 1. TRUE（動畫『馭龍少年』片頭曲） 2. たった、ひとつの（動畫『馭龍少年』片尾曲） 3. キミと二人 4. TRUE（instrumental） 5. たった、ひとつの（instrumental）                                                                     |
| 9  | all the way - 發售日：2003年6月18日 1. all the way（動畫『奇諾之旅』片頭曲） 2. Again 3. POPCORN（single version）（OVA版動畫『Hunter×Hunter』片尾曲） 4. all the way（instrumental）                                                                        |
| 10 | 那就是愛吧／吹向你的風（） - 發售日：2003年9月3日 1. それが、愛でしょう（動畫『驚爆危機？校園篇』片頭曲） 2. 君に吹く風（動畫『驚爆危機？校園篇』片尾曲） 3. あれから 4. それが、愛でしょう（instrumental） 5. 君に吹く風（instrumental）                    |
| 11 | ／KOHAKU - 發售日：2004年10月27日 1. 悲しみに負けないで（動畫＜WOWOW版＞『微笑的閃士』片尾曲） 2. KOHAKU（動畫＜WOWOW版＞『微笑的閃士』片頭曲） 3. TRUE LOVE（通りがかり弾き語りバージョン） 4. 悲しみに負けないで（instrumental） 5. KOHAKU（instrumental） |
| 12 | 南風／想再一次見到你（日语：南風／もう一度君に会いたい） - 發售日：2005年8月18日 1. （動畫『驚爆危機TSR』片頭曲） |
| 13 | Bird - 發售日：2007年3月14日 1. Bird（劇場版動畫「キノのたび-the Beautiful World-」主題曲） 2. 手紙 3. キミの願い 4. Bird -Instrumental- |
| 14 | - 發售日：2008年12月3日 1. イ～じゃナイ！？（動畫『藍龍』片尾曲） 2. Chain 3. Happy Birthday 4. イ～じゃナイ！？（instrumental） |
| 15 | - 發售日：2009年2月18日 1. 蕾 ～tsubomi～（動畫『藍龍』4th片尾曲） 2. ユメミルキミヘ 3. tomorrow -上海ライブ録音- 4. もう一度君に会いたい -上海ライブ録音-                                                                                                   |
| 16 | 因為有你（） - 發售日：2010年7月21日 1. 君がいるから（動畫『FAIRY TAIL』4th片尾曲） 2. 会いたくて 3. 君がいるから -Instrumental- |

### 专辑
1. （2000年3月1日發售）
2. （2002年9月19日發售）
3. （2004年11月24日發售）
4. （2007年7月4日發售）
5. （2009年3月18日發售）
6. （2018年7月18日發售）

### 企劃專輯
- （2003年12月17日發售）
  1. （動畫《美雪、美雪》片尾曲）
  2. 殘酷天使的行動綱領
  3. （動畫少女革命ウテナ主題曲）
  4. ETERNAL WIND ～微笑在閃亮的風中～（機動戰士GUNDAM F91電影主題曲）
  5. 愛·還記得嗎（動畫超時空要塞マクロス 愛・おぼえていますか）
  6. （動畫北斗の拳）
  7. （動畫スレイヤーズ片尾曲）
  8. [[[Blue Water]]] 错误：{{Lang}}：无效参数：|3=（帮助）（動畫ふしぎの海のナディア主題曲）
  9. 電影STREET FIGHTER II the movie片尾曲）
  10. （動畫宇宙船サジタリウス片尾曲）
  11. （動畫幻想魔伝 最遊記片尾曲）

- （2005年8月18日發售）

- Remember～青春動畫歌曲專輯～[8]（2006年3月15日發售）
  1. 靈魂的疊句（〈「新世紀福音戰士」主題曲〉）
  2. 對水星充滿愛意（〈「機動戰士 Z GUNDAM」主題曲〉）
  3. 悲傷你好（〈「相聚一刻」主題曲〉）
  4. 只有一個願望（〈「名偵探柯南」主題曲〉）
  5. 不需要約定（「聖天空戰記」主題曲）
  6. 櫻花綻放（「純情房東俏房客主題曲」）
  7. Be My Angel（〈「機動天使」主題曲〉）
  8. Condition Green～緊急出發～（《機動警察》第二主題曲）
  9. 主張!帝國華擊團（〈遊戲「櫻花大戰」主題曲〉）
  10. Touch（〈「好逑雙物語」主題曲〉）
  11. City Hunter～愛不要消失～（〈「城市獵人」主題曲〉）
  12. 不可退讓的心願（〈「魔法騎士雷阿斯」主題曲〉）
  13. 將Kiss的花束送給雨（「残酷な天使のテーゼ」「輪舞-revolution-」「KUJIKENAIKARA!」「愛・おぼえていますか」「ETERNAL WIND～ほほえみは光る風の中～」）

- Reprise～下川美娜動畫歌曲精選～[9]（2007年12月19日發售）（台湾丰华唱片授权 上海声像于中国大陆出版）
  - Disc1

  1. 對水星充滿愛意
  2. 靈魂的疊句
  3. 悲傷你好（〈「相聚一刻」主題曲〉）
  4. 只有一個願望
  5. 回憶滿載
  6. 殘酷天使的行動綱領
  7. 輪舞-revolution
  8. ETERNAL WIND ～微笑在閃亮的風中～（機動戰士鋼彈 F91電影主題曲）
  9. 愛·還記得嗎
  10. KUJIKENAIKARA!
  11. 雀斑
    - 作詞：YUKI、作曲：恩田快人、編曲：中西亮輔

  - Disc2

  1. Alone
  2. tomorrow
  3. 不會枯萎的花
  4. all the way
  5. 那就是、愛對吧
  6. 吹撫著你的風
  7. 想再次與你見面
  8. Bird
  9. 在藍色的天空下
  10. Life
    - 作詞・作曲：、編曲：

- 9 -Que!!- 下川みくにセルフカバーアルバム[10] 2008年3月19日發售
  1. BELIEVER～啟程之歌
  2. Again
  3. tomorrow
  4. 不會枯萎的花
  5. 只是一個
  6. 南風
  7. Alone
  8. 那就是、愛對吧
  9. 金絲雀
  10. Love song on the radio
  11. 不要輸給悲傷
  12. Remember
  13. Two of one
    - 作詞：下川みくに / 作曲・編曲：Sin

- 翼～Very Best of Mikuni Shimokawa 下川美娜 10年極精選[11] 2009年8月5日發售 / PCCA02978
  1. 那就是、愛對吧
  2. 翼 ～memories of maple story～ (楓之谷日本伺服器登入音樂)
    - 作詞・作曲：下川みくに / 編曲：Sin

  3. Bird
  4. 蕾 ～tsubomi～
  5. 充滿回憶
  6. 想再次與你見面
  7. 老鼠愛大米
  8. 不要輸給悲傷
  9. 在藍色的天空下
  10. 想要回到那一天
  11. 開始(Cover Version)
  12. 南風
  13. tomorrow
  14. 你的願望
  15. BELIEVER～啟程之歌～
  16. Alone
  17. 只是一個
  18. 不會枯萎的花

- 下川美娜 / Replay～青春動畫歌曲專輯Ⅲ～[12]
- 2010年7月21日発売 / PCCA-03209
  1. We are! feat.北谷洋
  2. Over soul
  3. 愉快的大晴天
  4. Truth
  5. Platina
  6. 1/3純情的感情
  7. 因為有你
  8. XTC feat.PSYCHIC LOVER
  9. only my railgun -ElectroJapricanMIX- feat.桃井はるこ
  10. 時雨～細多仁時雨 Character Song～
  11. 南風 ～BBQ version～ feat.小山刚志・中村绘里子・伊瀬茉莉也・明坂聡美

## 電台節目
- PONY CANYON STYLE MARUNABI！？（第4、5、44、45回嘉賓）
- （已結束）

## 舞台
- R☆J LIVE LIVE!!（2007年6月14日－6月17日：天王洲銀河劇場・2007年6月22日－6月24日：／）

## 電視動畫
- 驚爆危機？校園篇（2003年，雨宮高美）

## 外部連結
- 的X（前Twitter） （日語）
- http://www.oursongs-creative.jp/profile/archives/20（页面存档备份，存于） （日語）
- http://ameblo.jp/shimokawa-mikuni/（页面存档备份，存于） （日語）
- 公認網頁 （日語）
- http://anison.info/data/person/9739.html（页面存档备份，存于）
- - Anime News Network （英文）